# Cavalleria númida

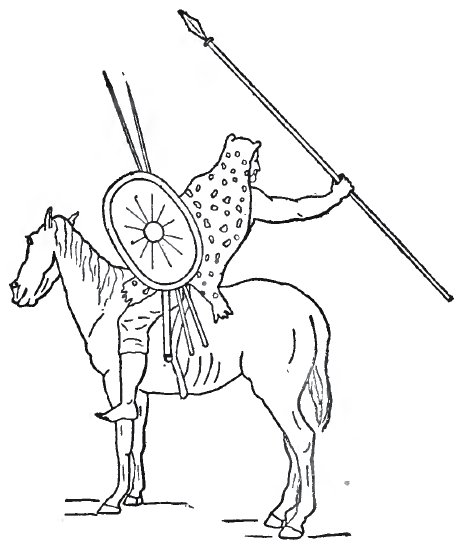
Dibuix d'un genet númida

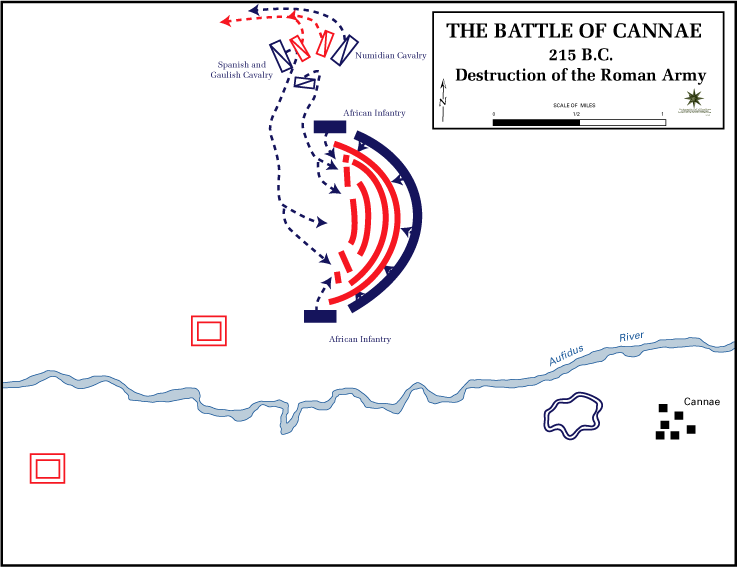
En la batalla de Cannas, la cavalleria númida va derrotar a la cavalleria romana, permeten als cartaginesos (blau) envoltar l'exèrcit romà (vermell)

La cavalleria númida era un tipus de cavalleria lleugera fustigadora desenvolupada pels númides, un poble amazic del nord d'Àfrica. La cavalleria númida va ser utilitzada per Hanníbal durant la Segona Guerra Púnica, i l'historiador romà Titus Livi diu que eren «la millor cavalleria de l'Àfrica».
Els cavalls dels númides eren els avantpassats dels cavalls àrabs. Eren més petits que els utilitzats per la cavalleria romana i s'adaptaven bé als moviments ràpids. Per evitar pes, els genets no utilitzaven brides, no portaven armadura i duien uns escuts més petits. El seu armament consistia en javelines i una espasa curta. La tàctica que utilitzaven consistia a llançar les javelines a l'enemic per després retirar-se i evitant el xoc directe.
A causa de la seva agilitat i experiència com a genets, eren els més adequats per a la càrrega i dispersió, una tàctica eficaç per fustigar l'enemic i trencar les seves formacions. Durant la Segona Guerra Púnica foren coneguts per la seva intervenció contra els elefants de guerra, tot i que també s'utilitzaven quan es necessitava un moviment ràpid com en la batalla de Trèbia, en què van ser utilitzats per atreure els romans a un parany.
La cavalleria númida era àmpliament coneguda, i no només va lluitar en l'exèrcit cartaginès. Els romans els van utilitzar contra el mateix Hanníbal en la batalla de Zama, on «la cavalleria númida va declinar la balança».
Durant segles, l'exèrcit romà va utilitzar la cavalleria lleugera númida en unitats anomenades equites Numidarum o Maurorum.